# Арбо (Миннесота)
Арбо (англ. Arbo) — тауншип в округе Айтаска, Миннесота, США. На 2010 год его население составило 867 человек. Тауншип был назван в честь одного из первых поселенцев лесоруба Джона Арбо.

## География
По данным Бюро переписи населения США площадь тауншипа составляет 95,4 км², из которых 87,0 км² занимает суша, а 8,3 км² — вода (8,72 %). На территории тауншипа находятся озера Прейри и Лоуэр-Прейри.
Через тауншип проходит  дорога 38 штата Миннесота, проходящая из Гранд-Рапидс в Эффи.

## Население
| Год переписи | Нас. |  | %±    |
| ------------ | ---- |  | ----- |
| 1980         | 784  |  | —     |
| 1990         | 832  |  | 6,1%  |
| 2000         | 898  |  | 7,9%  |
| 2010         | 867  |  | −3,5% |
| 2014         | 1012 |  | 16,7% |

В 2010 году на территории тауншипа проживало 867 человек (из них 49,6 % мужчин и 50,4 % женщин), насчитывалось 357 домашних хозяйств и 269 семей. На территории города была расположена 450 построек со средней плотностью 5,2 построек на один квадратный километр суши. Расовый состав: белые — 98,3 %, афроамериканцы — 0,1 %.
Население города по возрастному диапазону по данным переписи 2010 года распределилось следующим образом: 19,3 % — жители младше 18 лет, 2,2 % — между 18 и 21 годами, 61,2 % — от 21 до 65 лет и 17,3 % — в возрасте 65 лет и старше. Средний возраст населения — 47,6 лет. На каждые 100 женщин в Арбо приходилось 98,4 мужчин, при этом на 100 совершеннолетних женщин приходилось уже 98,3 мужчин сопоставимого возраста.
Из 357 домашних хозяйств 75,4 % представляли собой семьи: 64,7 % совместно проживающих супружеских пар (17,9 % с детьми младше 18 лет); 7,3 % — женщины, проживающие без мужей, 3,4 % — мужчины, проживающие без жён. 24,6 % не имели семьи. В среднем домашнее хозяйство ведут 2,43 человека, а средний размер семьи — 2,70 человека. В одиночестве проживали 17,9 % населения, 7,3 % составляли одинокие пожилые люди (старше 65 лет).
В 2014 году из 812 человек старше 16 лет имели работу 478. В 2014 году медианный доход на семью оценивался в 63 000 $, на домашнее хозяйство — в 59 861 $. Доход на душу населения — 26 710 $ в год.